# Echinax oxyopoides
Echinax oxyopoides là một loài nhện trong họ Corinnidae.
Loài này thuộc chi Echinax. Echinax oxyopoides được Christa L. Deeleman-Reinhold miêu tả năm 1995.